# 1280 Baillauda
1280 Baillauda је астероид. Приближан пречник астероида је 50,83 ,
а средња удаљеност астероида од Сунца износи 3,412 астрономских јединица (АЈ).
Инклинација (нагиб) орбите у односу на раван еклиптике је 6,461 степени, а орбитални период износи 2302,667 дана (6,304 година). Ексцентрицитет орбите астероида износи 0,052.
Апсолутна магнитуда астероида износи 10,33 а геометријски албедо 0,050.
Астероид је откривен 18. августа 1933. године.